# اومبلولون
اومبلولون (به انگلیسی: Umbellulone) یک ترکیب شیمیایی با شناسه پاب‌کم ۹۱۱۹۵ است.